# زان مک‌کلارنون
زان مک‌کلارنون (انگلیسی: Zahn McClarnon؛ زادهٔ ۲۴ اکتبر ۱۹۶۶) بازیگر اهل ایالات متحده آمریکا است. وی از سال ۱۹۹۲ میلادی تاکنون مشغول فعالیت بوده‌است.
از فیلم‌ها یا مجموعه‌های تلویزیونی که وی در آن‌ها نقش داشته‌است، می‌توان به وست‌ورلد، سقوط خاموش و فارگو اشاره نمود.